# Porsche 963
El Porsche 963 es un sport prototipo cerrado de la homologación LMDh y GTP, construido por el fabricante alemán Porsche para competir en el Campeonato Mundial de Resistencia y en el WeatherTech SportsCar Championship a partir de 2023.
El nombre 963 se inspira en el Porsche 956 y el Porsche 962 que corrieron en la década de 1980 y que también compitieron en los campeonatos de sport prototipos estadounidenses y europeos.

## Contexto
Porsche abandono la máxima categoría del Campeonato Mundial de Resistencia a finales de 2017 para pasar a competir en la Fórmula E permaneciendo solo en la categoría GTE.
En 28 de enero de 2020 se anunció la creación de la categoría LMDh, una categoría creada en conjunto entre la FIA, ACO e IMSA en la cual muchos elementos serían estandarizados en favor de un costo de creación mínimo comparado a la categoría LMH mucho más costosa. Además esta categoría permitiría competir en ambos lados del atlántico al ser posible competir con un mismo coche en el Campeonato Mundial de Resistencia de la FIA y el WeatherTech SportsCar Championship. Días después, el 28 de enero, Porsche en un comunicado aplaudió la decisión, mostrando un interés preliminar por esta nueva categoría aunque adelantando que era pronto para decidir al no saber todavía la normativa técnica. El 2 de abril, Pascal Zurlinden, jefe de Porsche Motorsport reafirmo el interés de la marca por la categoría LMDh aunque explico que era demasiado pronto para valorar si competir con un LMDh era compatible con el programa GTE de la marca.
Finalmente, el 16 de diciembre de 2020, Porsche anunció oficialmente su regreso al Campeonato Mundial de Resistencia con un LMDH a debutar en la temporada 2023.

## Desarrollo
Al ser una categoría con elementos estandarizados, el nuevo Porsche utiliza una caja de cambios Xtrac, una unidad de potencia integrada suministrada por Bosch con el paquete de baterías de Williams Advance Engineering, mientras que en el apartado de chasis de entre los cuatro suministradores, la marca eligio Multimatic.
El 4 de mayo de 2021, Porsche y el Team Penske anunciarón una colaboración conjunta entre ambas compañías para competir en la nueva categoría LMDh. La exitosa escudería estadounidense trabajará junto con los expertos de Weissach para administrar los autos que participarán en el Campeonato Mundial de Resistencia de la FIA (WEC) y en el WeatherTech SportsCar Championship (IWSC) de Estados Unidos bajo el nombre de Porsche Penske Motorsport.
El 15 de febrero de 2022, Porsche realizó el primer test de su LMDh en el Circuito de Barcelona-Cataluña. En los tres días de pruebas los pilotos oficiales del equipo Felipe Nasr y Dane Cameron recorrieron 2000 kilómetros al circuito. Las pruebas estuvieron centradas en la puesta a punto de los sistemas, el desarrollo de los neumáticos y la optimización de la interacción entre el motor V8 turbo y los elementos híbridos, tal y como establece el reglamento.
Sus segundos test fueron realizados en el MotorLand Aragón en donde Felipe Nasr y Dane Cameron volvierón a recorrer otros 2000 kilómetros de test y su tercer y último test en Europa fue realizado en el Circuito de Spa-Francorchamps en donde realizaron 200 vueltas al circuito de las Ardenas. En total, Porsche cerro la parte europea de test con 6000 kilómetros recorridos.
El 24 de junio de 2022, en el Goodwood Festival of Speed, Porsche presentó oficialmente el 963, el LMDh con el que la marca de Stuttgart buscará volver a ganar en Le Mans. El propulsor del 963 es un motor V8 biturbo de 4,6 litros y acoplado al sistema híbrido estándar de los LMDh está basado en el propulsor del 918 Spyder. Mientras que su decoración está basada en la del Porsche 917K ganador de las 24 Horas de Le Mans 1970 además de ser los colores corporativos de Porsche, el rojo, blanco y negro, esta decoración será utilizada por el Porsche Penske Motorsport tanto en el IMSA WeatherTech SportsCar Championship norteamericano como en el Mundial de Resistencia. Además anunció su alineación de pilotos: a Felipe Nasr y Dane Cameron se les unen André Lotterer, Kévin Estre, Michael Christensen, Laurens Vanthoor, Matt Cambell y Mathieu Jaminet.

## Historia

### Temporada 2022
El 19 de marzo de 2022, el Consejo Mundial del Deporte Motor de la FIA emitió un comunicado en el cual autorizaba el ingreso de los LMDh en el Campeonato Mundial de Resistencia sin estar homologados, aunque sin ser elegibles para sumar puntos en el campeonato. Esta decisión fue tomada para que Porsche si quisiera paraticipara en alguna de las fechas del campeonato.
El 27 de junio, Thomas Laudenbach director de Porsche Motorsport reconoció que la participación del 963 del Porsche Penske Motorsport en la última ronda de la temporada en las 8 Horas de Baréin dependía de que el 963 este suficientemente maduro, poniendo en entre dicho la presencia de Porsche en 2022. Finalmente el 6 de septiembre, Urs Kuratle, director del programa Porsche LMDh, informó que tras las primeras pruebas del 963 decidió cambiar la planificación establecida y decidió no acudir a Baréin a principios del mes de noviembre para disputar la última fecha del WEC debido a que era preferible mantenerse en Estados Unidos para proseguir con el nuevo cronograma establecido.

### Temporada 2023
En 2023, Porsche alineara dos 963 tanto en el WEC como en el IMSA además de cuatro unidades destinadas a ser manejadas por equipos clientes. Su primer cliente confirmado fue el equipo Jota quien dispondra de una unidad que empleara en el WEC. Su segundo cliente confirmado fue el equipo JDC-Miller quien se encargara del segundo prototipo cliente en el IMSA.
El 30 de septiembre de 2022, el Porsche Penske Motorsport anunció que los dos 963 oficiales que competirán en el IMSA utilizarán los números 6 y 7, como homenaje a los Porsche RS Spyder que ganaron los títulos de la clase LMP2 en la American Le Mans Series desde el 2006 hasta el 2008.

## Resultados

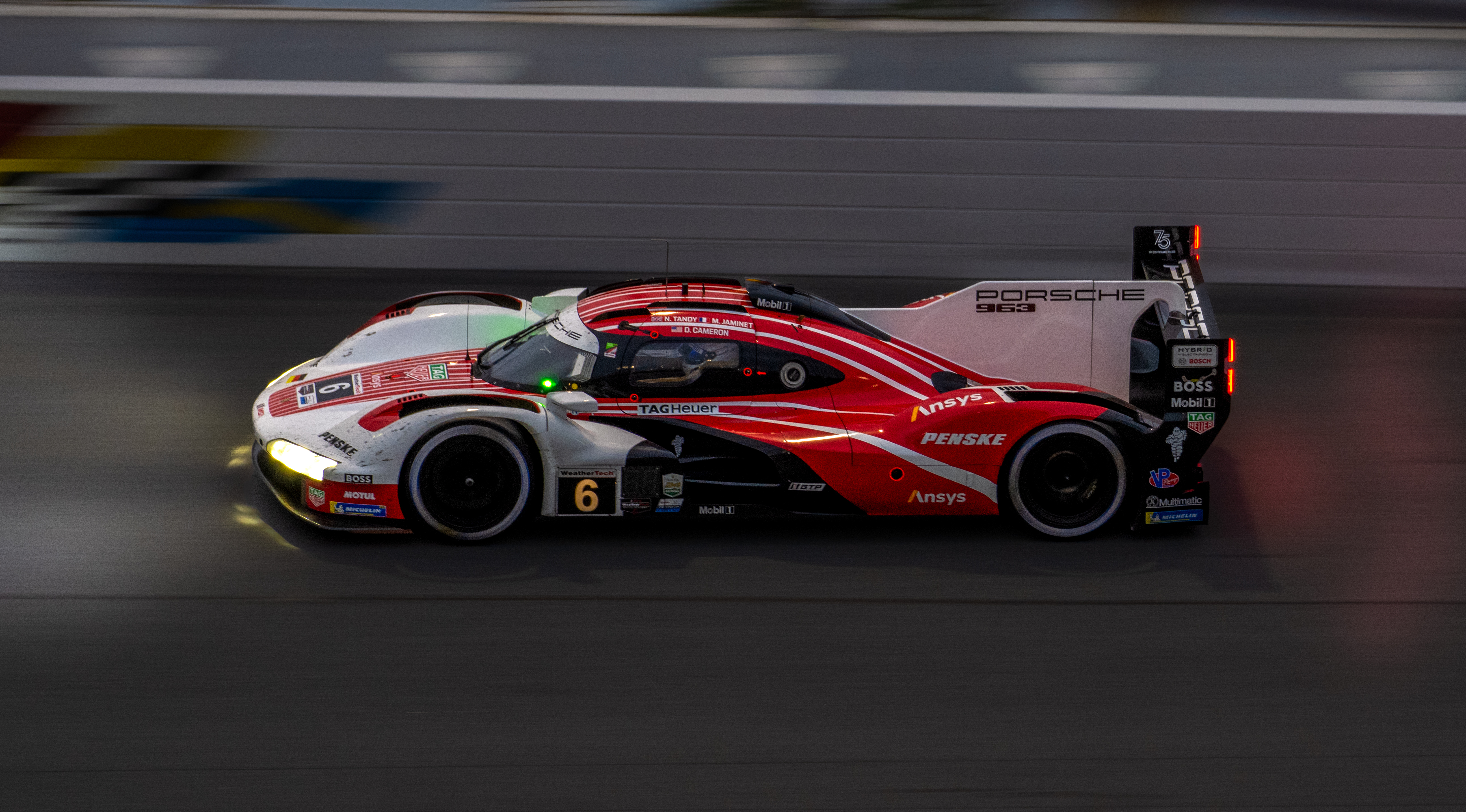
963 en Daytona 2023.

### Campeonato Mundial de Resistencia de la FIA
(Clave) (negrita indica pole position) (cursiva indica vuelta rápida)

| Año     | Equipo                    | Clase    | Pilotos                | N.º | 1   | 2   | 3   | 4   | 5   | 6   | 7   | 8   | Puntos | Pos. |
| ------- | ------------------------- | -------- | ---------------------- | --- | --- | --- | --- | --- | --- | --- | --- | --- | ------ | ---- |
| 2023    | Porsche Penske Motorsport | Hypercar |                        |     | SEB | POR | SPA | LMS | MNZ | FUJ | BHR |     | 99     | 3.º  |
| 2023    | Porsche Penske Motorsport | Hypercar | Dane Cameron           | 5   | 5   | 10  | 4   | 9   | 4   | 12  | 7   |     | 99     | 3.º  |
| 2023    | Porsche Penske Motorsport | Hypercar | Michael Christensen    | 5   | 5   | 10  | 4   | 9   | 4   | 12  | 7   |     | 99     | 3.º  |
| 2023    | Porsche Penske Motorsport | Hypercar | Frédéric Makowiecki    | 5   | 5   | 10  | 4   | 9   | 4   | 12  | 7   |     | 99     | 3.º  |
| 2023    | Porsche Penske Motorsport | Hypercar | Kévin Estre            | 6   | 6   | 3   | Ret | 11  | 7   | 3   | 5   |     | 99     | 3.º  |
| 2023    | Porsche Penske Motorsport | Hypercar | André Lotterer         | 6   | 6   | 3   | Ret | 11  | 7   | 3   | 5   |     | 99     | 3.º  |
| 2023    | Porsche Penske Motorsport | Hypercar | Laurens Vanthoor       | 6   | 6   | 3   | Ret | 11  | 7   | 3   | 5   |     | 99     | 3.º  |
| 2023    | Porsche Penske Motorsport | Hypercar | Mathieu Jaminet        | 75  |     |     |     | Ret |     |     |     |     | N/A    | N/A  |
| 2023    | Porsche Penske Motorsport | Hypercar | Felipe Nasr            | 75  |     |     |     | Ret |     |     |     |     | N/A    | N/A  |
| 2023    | Porsche Penske Motorsport | Hypercar | Nick Tandy             | 75  |     |     |     | Ret |     |     |     |     | N/A    | N/A  |
| 2023    | Hertz Team Jota           | Hypercar | António Félix da Costa | 38  |     |     | 6   | 13  | 9   | 6   | 4   |     | N/A    | N/A  |
| 2023    | Hertz Team Jota           | Hypercar | Will Stevens           | 38  |     |     | 6   | 13  | 9   | 6   | 4   |     | N/A    | N/A  |
| 2023    | Hertz Team Jota           | Hypercar | Yifei Ye               | 38  |     |     | 6   | 13  | 9   | 6   | 4   |     | N/A    | N/A  |
| 2023    | Proton Competition        | Hypercar | Gianmaria Bruni        | 99  |     |     |     |     | Ret | 9   | 10  |     | N/A    | N/A  |
| 2023    | Proton Competition        | Hypercar | Harry Tincknell        | 99  |     |     |     |     | Ret | 9   | 10  |     | N/A    | N/A  |
| 2023    | Proton Competition        | Hypercar | Neel Jani              | 99  |     |     |     |     | Ret | 9   | 10  |     | N/A    | N/A  |
| 2024    | Porsche Penske Motorsport | Hypercar |                        |     | QAT | IMO | SPA | LMS | SÃO | COA | FUJ | BHR | 188    | 2.º  |
| 2024    | Porsche Penske Motorsport | Hypercar | Matt Campbell          | 5   | 3   | 3   | Ret | 6   | 3   | 7   | Ret | 2   | 188    | 2.º  |
| 2024    | Porsche Penske Motorsport | Hypercar | Michael Christensen    | 5   | 3   | 3   | Ret | 6   | 3   | 7   | Ret | 2   | 188    | 2.º  |
| 2024    | Porsche Penske Motorsport | Hypercar | Frédéric Makowiecki    | 5   | 3   | 3   | Ret | 6   | 3   | 7   | Ret | 2   | 188    | 2.º  |
| 2024    | Porsche Penske Motorsport | Hypercar | Kévin Estre            | 6   | 1   | 2   | 2   | 4   | 2   | 6   | 1   | 10  | 188    | 2.º  |
| 2024    | Porsche Penske Motorsport | Hypercar | André Lotterer         | 6   | 1   | 2   | 2   | 4   | 2   | 6   | 1   | 10  | 188    | 2.º  |
| 2024    | Porsche Penske Motorsport | Hypercar | Laurens Vanthoor       | 6   | 1   | 2   | 2   | 4   | 2   | 6   | 1   | 10  | 188    | 2.º  |
| 2024    | Porsche Penske Motorsport | Hypercar | Mathieu Jaminet        | 4   |     |     |     | Ret |     |     |     |     | N/A    | N/A  |
| 2024    | Porsche Penske Motorsport | Hypercar | Felipe Nasr            | 4   |     |     |     | Ret |     |     |     |     | N/A    | N/A  |
| 2024    | Porsche Penske Motorsport | Hypercar | Nick Tandy             | 4   |     |     |     | Ret |     |     |     |     | N/A    | N/A  |
| 2024    | Hertz Team Jota           | Hypercar | Callum Ilott           | 12  | 2   | 14  | 1   | 8   | 18  | NC  | 5   | 13  | N/A    | N/A  |
| 2024    | Hertz Team Jota           | Hypercar | Will Stevens           | 12  | 2   | 14  | 1   | 8   | 18  | NC  | 5   | 13  | N/A    | N/A  |
| 2024    | Hertz Team Jota           | Hypercar | Norman Nato            | 12  | 2   | 14  |     | 8   | 18  | NC  | 5   | 13  | N/A    | N/A  |
| 2024    | Hertz Team Jota           | Hypercar | Jenson Button          | 38  | NC  | 11  | Ret | 9   | 7   | 10  | 6   | 7   | N/A    | N/A  |
| 2024    | Hertz Team Jota           | Hypercar | Philip Hanson          | 38  | NC  | 11  | Ret | 9   | 7   | 10  | 6   | 7   | N/A    | N/A  |
| 2024    | Hertz Team Jota           | Hypercar | Oliver Rasmussen       | 38  | NC  | 11  | Ret | 9   | 7   | 10  | 6   | 7   | N/A    | N/A  |
| 2024    | Proton Competition        | Hypercar | Julien Andlauer        | 99  | 10  | NC  | 5   | 14  | 15  | 11  | 11  | 12  | N/A    | N/A  |
| 2024    | Proton Competition        | Hypercar | Neel Jani              | 99  | 10  | NC  | 5   | 14  | 15  | 11  | 11  | 12  | N/A    | N/A  |
| 2024    | Proton Competition        | Hypercar | Harry Tincknell        | 99  | 10  | NC  |     | 14  |     | 11  | 11  | 12  | N/A    | N/A  |
| 2025*   | Porsche Penske Motorsport | Hypercar |                        |     | QAT | IMO | SPA | LMS | SÃO | COA | FUJ | BHR |        |      |
| 2025*   | Porsche Penske Motorsport | Hypercar | Julien Andlauer        | 5   | 10  | 11  | 12  | 6   |     |     |     |     |        |      |
| 2025*   | Porsche Penske Motorsport | Hypercar | Michael Christensen    | 5   | 10  | 11  | 12  | 6   |     |     |     |     |        |      |
| 2025*   | Porsche Penske Motorsport | Hypercar | Mathieu Jaminet        | 5   | 10  | 11  |     | 6   |     |     |     |     |        |      |
| 2025*   | Porsche Penske Motorsport | Hypercar | Nico Müller            | 5   |     |     | 12  |     |     |     |     |     |        |      |
| 2025*   | Porsche Penske Motorsport | Hypercar | Matt Campbell          | 6   | 11  | 8   |     | 2   |     |     |     |     |        |      |
| 2025*   | Porsche Penske Motorsport | Hypercar | Kévin Estre            | 6   | 11  | 8   | 9   | 2   |     |     |     |     |        |      |
| 2025*   | Porsche Penske Motorsport | Hypercar | Laurens Vanthoor       | 6   | 11  | 8   | 9   | 2   |     |     |     |     |        |      |
| 2025*   | Porsche Penske Motorsport | Hypercar | Pascal Wehrlein        | 6   |     |     | 9   |     |     |     |     |     |        |      |
| 2025*   | Porsche Penske Motorsport | Hypercar | Felipe Nasr            | 4   |     |     |     | 8   |     |     |     |     | N/A    | N/A  |
| 2025*   | Porsche Penske Motorsport | Hypercar | Nick Tandy             | 4   |     |     |     | 8   |     |     |     |     | N/A    | N/A  |
| 2025*   | Porsche Penske Motorsport | Hypercar | Pascal Wehrlein        | 4   |     |     |     | 8   |     |     |     |     | N/A    | N/A  |
| 2025*   | Proton Competition        | Hypercar | Neel Jani              | 99  | 15  | 14  | Ret | 12  |     |     |     |     | N/A    | N/A  |
| 2025*   | Proton Competition        | Hypercar | Nico Pino              | 99  | 15  | 14  | Ret | 12  |     |     |     |     | N/A    | N/A  |
| 2025*   | Proton Competition        | Hypercar | Nicolás Varrone        | 99  | 15  | 14  | Ret | 12  |     |     |     |     | N/A    | N/A  |
| Fuente: |                           |          |                        |     |     |     |     |     |     |     |     |     |        |      |

- * Temporada en desarrollo.

### IMSA SportsCar Championship
(Clave) (negrita indica pole position) (cursiva indica vuelta rápida)

| Año  | Escudería                           | Clase | Pilotos                               | N.º | Rondas  | Rondas  | Rondas | Rondas | Rondas  | Rondas | Rondas | Rondas | Rondas  | Puntos | Pos. CP | Puntos | Pos. CC |
| Año  | Escudería                           | Clase | Pilotos                               | N.º | 1       | 2       | 3      | 4      | 5       | 6      | 7      | 8      | 9       | Puntos | Pos. CP | Puntos | Pos. CC |
| ---- | ----------------------------------- | ----- | ------------------------------------- | --- | ------- | ------- | ------ | ------ | ------- | ------ | ------ | ------ | ------- | ------ | ------- | ------ | ------- |
| 2023 | Porsche Penske Motorsport           | GTP   | Mathieu Jaminet Nick Tandy            | 6   | DAY Ret | SEB Ret | LBH 1  | LGA 2  | WGL 57  | MOS 5  | ELK 7  | IMS 1  | PET Ret | 2691   | 4.º     | 3080   | 2.º     |
| 2023 | Porsche Penske Motorsport           | GTP   | Dane Cameron                          | 6   | DAY Ret | SEB Ret | LBH    | LGA    | WGL     | MOS    | ELK    | IMS    | PET     | 580    | 17.º    | 3080   | 2.º     |
| 2023 | Porsche Penske Motorsport           | GTP   | Laurens Vanthoor                      | 6   | DAY     | SEB     | LBH    | LGA    | WGL     | MOS    | ELK    | IMS    | PET Ret | 236    | 25.º    | 3080   | 2.º     |
| 2023 | Porsche Penske Motorsport           | GTP   | Matt Campbell Felipe Nasr             | 7   | DAY 7   | SEB Ret | LBH 3  | LGA 32 | WGL 52  | MOS 6  | ELK 1  | IMS 2  | PET 4   | 2691   | 5.º     | 3080   | 2.º     |
| 2023 | Porsche Penske Motorsport           | GTP   | Michael Christensen                   | 7   | DAY 7   | SEB Ret | LBH    | LGA    | WGL     | MOS    | ELK    | IMS    | PET     | 556    | 18.º    | 3080   | 2.º     |
| 2023 | Porsche Penske Motorsport           | GTP   | Josef Newgarden                       | 7   | DAY     | SEB     | LBH    | LGA    | WGL     | MOS    | ELK    | IMS    | PET 4   | 304    | 22.º    | 3080   | 2.º     |
| 2023 | JDC-Miller MotorSports              | GTP   | Mike Rockenfeller Tijmen van der Helm | 5   | DAY     | SEB     | LBH    | LGA 7  | WGL 4   | MOS 4  | ELK 5  | IMS 8  | PET 5   | 1660   | 9.º     | 3080   | 2.º     |
| 2023 | JDC-Miller MotorSports              | GTP   | Jenson Button                         | 5   | DAY     | SEB     | LBH    | LGA    | WGL     | MOS    | ELK    | IMS    | PET 5   | 282    | 23.º    | 3080   | 2.º     |
| 2023 | Proton Competition                  | GTP   | Gianmaria Bruni Harry Tincknell       | 59  | DAY     | SEB     | LBH    | LGA    | WGL     | MOS    | ELK 8  | IMS 9  | PET 3   | 814    | 15.º    | 3080   | 2.º     |
| 2023 | Proton Competition                  | GTP   | Neel Jani                             | 59  | DAY     | SEB     | LBH    | LGA    | WGL     | MOS    | ELK    | IMS    | PET 3   | 321    | 20.º    | 3080   | 2.º     |
| 2024 | Porsche Penske Motorsport           | GTP   | Mathieu Jaminet Nick Tandy            | 6   | DAY 4   | SEB 9   | LBH 4  | LGA 1  | DET 2   | WGL 3  | ELK 1  | IMS 10 | PET 2   | 2869   | 2.º     | 3257   | 1.º     |
| 2024 | Porsche Penske Motorsport           | GTP   | Kévin Estre                           | 6   | DAY 4   | SEB     | LBH    | LGA    | DET     | WGL    | ELK    | IMS    | PET 2   | 647    | 23.º    | 3257   | 1.º     |
| 2024 | Porsche Penske Motorsport           | GTP   | Laurens Vanthoor                      | 6   | DAY 4   | SEB     | LBH    | LGA    | DET     | WGL    | ELK    | IMS    | PET     | 304    | 26.º    | 3257   | 1.º     |
| 2024 | Porsche Penske Motorsport           | GTP   | Frédéric Makowiecki                   | 6   | DAY     | SEB 9   | LBH    | LGA    | DET     | WGL    | ELK    | IMS    | PET     | 241    | 35.º    | 3257   | 1.º     |
| 2024 | Porsche Penske Motorsport           | GTP   | Dane Cameron Felipe Nasr              | 7   | DAY 1   | SEB 3   | LBH 3  | LGA 3  | DET 4   | WGL 1  | ELK 2  | IMS 7  | PET 3   | 2982   | 1.º     | 3257   | 1.º     |
| 2024 | Porsche Penske Motorsport           | GTP   | Matt Campbell                         | 7   | DAY 1   | SEB 3   | LBH    | LGA    | DET     | WGL    | ELK    | IMS    | PET 3   | 1038   | 15.º    | 3257   | 1.º     |
| 2024 | Porsche Penske Motorsport           | GTP   | Josef Newgarden                       | 7   | DAY 1   | SEB     | LBH    | LGA    | DET     | WGL    | ELK    | IMS    | PET     | 380    | 24.º    | 3257   | 1.º     |
| 2024 | JDC-Miller MotorSports              | GTP   | Tijmen van der Helm Richard Westbrook | 85  | DAY 6   | SEB Ret | LBH 7  | LGA 8  | DET 8   | WGL 17 | ELK 6  | IMS 3  | PET Ret | 2331   | 10.º    | 3257   | 1.º     |
| 2024 | JDC-Miller MotorSports              | GTP   | Philip Hanson                         | 85  | DAY 6   | SEB Ret | LBH    | LGA    | DET     | WGL 17 | ELK    | IMS 3  | PET Ret | 1290   | 13.º    | 3257   | 1.º     |
| 2024 | JDC-Miller MotorSports              | GTP   | Ben Keating                           | 85  | DAY 6   | SEB     | LBH    | LGA    | DET     | WGL    | ELK    | IMS    | PET     | 272    | 28.º    | 3257   | 1.º     |
| 2024 | Proton Competition Mustang Sampling | GTP   | Gianmaria Bruni                       | 5   | DAY 5   | SEB 8   | LBH 5  | LGA 10 | DET Ret | WGL 7  | ELK 5  | IMS 5  | PET 6   | 2372   | 9.º     | 3257   | 1.º     |
| 2024 | Proton Competition Mustang Sampling | GTP   | Alessio Picariello                    | 5   | DAY 5   | SEB 8   | LBH    | LGA    | DET     | WGL    | ELK    | IMS 5  | PET 6   | 1067   | 14.º    | 3257   | 1.º     |
| 2024 | Proton Competition Mustang Sampling | GTP   | Romain Dumas Neel Jani                | 5   | DAY 5   | SEB     | LBH    | LGA    | DET     | WGL    | ELK    | IMS    | PET     | 260    | 30.º    | 3257   | 1.º     |
| 2024 | Proton Competition Mustang Sampling | GTP   | Julien Andlauer                       | 5   | DAY     | SEB 8   | LBH    | LGA    | DET     | WGL    | ELK    | IMS    | PET     | 254    | 31.º    | 3257   | 1.º     |
| 2024 | Proton Competition Mustang Sampling | GTP   | Mike Rockenfeller                     | 5   | DAY     | SEB     | LBH 5  | LGA    | DET     | WGL    | ELK    | IMS    | PET     | 281    | 27.º    | 3257   | 1.º     |
| 2024 | Proton Competition Mustang Sampling | GTP   | Bent Viscaal                          | 5   | DAY     | SEB     | LBH    | LGA 10 | DET Ret | WGL 7  | ELK 5  | IMS 5  | PET 6   | 1577   | 11.º    | 3257   | 1.º     |